# Torroja del Priorat
Torroja del Priorat (nome oficial) ou Torroja é um município da Espanha na comarca de Priorat, província de Tarragona, comunidade autónoma da Catalunha. Tem 13,2 km² de área e em 2021 tinha 141 habitantes (densidade: 10,7 hab./km²).

## Demografia
| Variação demográfica do município entre 1991 e 2004 [carece de fontes?] | Variação demográfica do município entre 1991 e 2004 [carece de fontes?] | Variação demográfica do município entre 1991 e 2004 [carece de fontes?] | Variação demográfica do município entre 1991 e 2004 [carece de fontes?] |
| ----------------------------------------------------------------------- | ----------------------------------------------------------------------- | ----------------------------------------------------------------------- | ----------------------------------------------------------------------- |
| 1991                                                                    | 1996                                                                    | 2001                                                                    | 2004                                                                    |
| 132                                                                     | 129                                                                     | 142                                                                     | 149                                                                     |